# Sycamore (Oklahoma)
Sycamore es un lugar designado por el censo ubicado en el condado de Delaware en el estado estadounidense de Oklahoma. En el Censo de 2010 tenía una población de 177 habitantes y una densidad poblacional de 26,6 personas por km².

## Geografía
Sycamore se encuentra ubicado en las coordenadas 36°23′39″N 94°42′58″O / 36.39417, -94.71611. Según la Oficina del Censo de los Estados Unidos, Sycamore tiene una superficie total de 10.71 km², de la cual 10.71 km² corresponden a tierra firme y (0%) 0 km² es agua.

## Demografía
Según el censo de 2010, había 177 personas residiendo en Sycamore. La densidad de población era de 26,6 hab./km². De los 177 habitantes, Sycamore estaba compuesto por el 36.72% blancos, el 0% eran afroamericanos, el 55.93% eran amerindios, el 0% eran asiáticos, el 0% eran isleños del Pacífico, el 0.56% eran de otras razas y el 6.78% pertenecían a dos o más razas. Del total de la población el 2.26% eran hispanos o latinos de cualquier raza.